# Lycée français de Vienne
 (mars 2025).

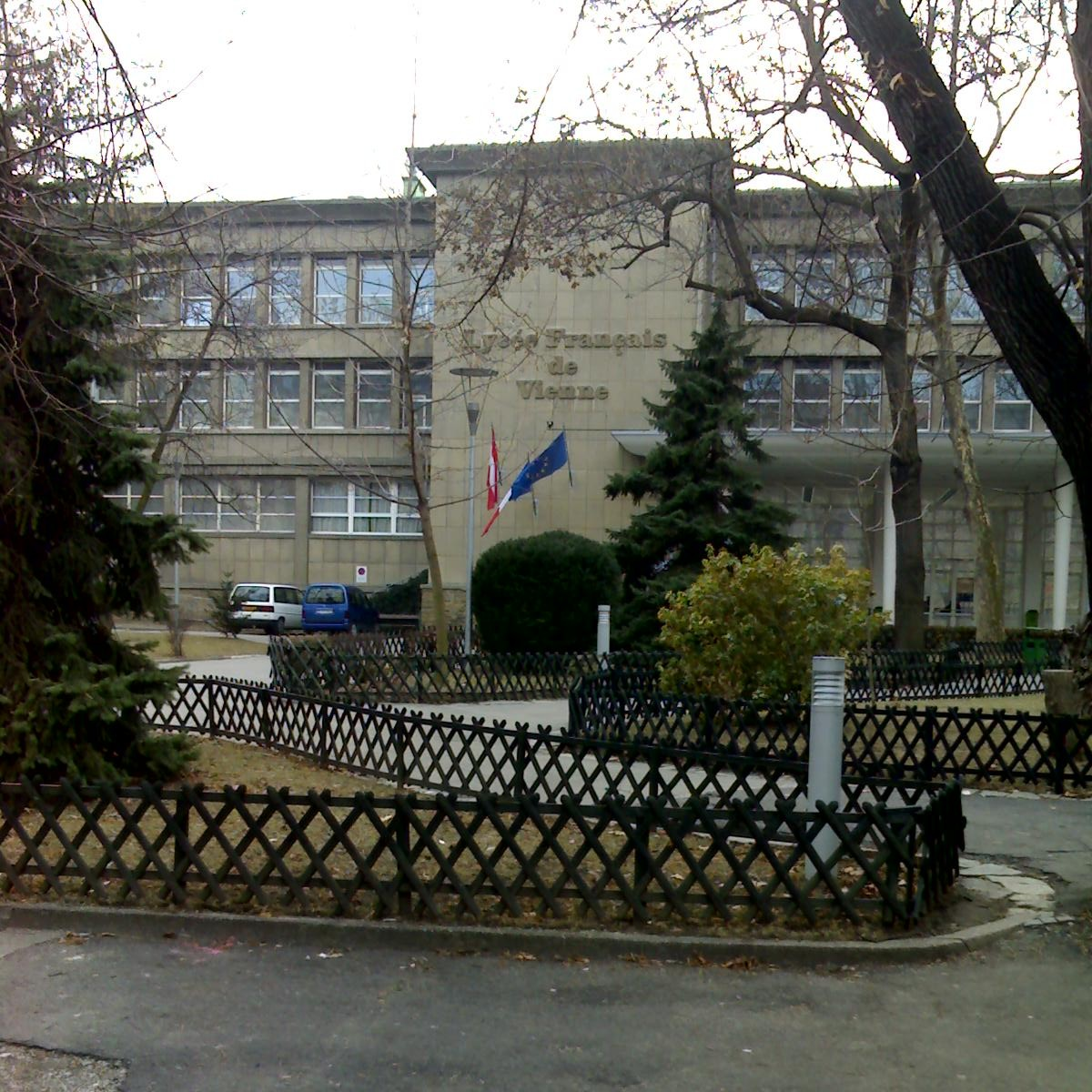
Le lycée français de Vienne (Liechtensteinstraße 37A).

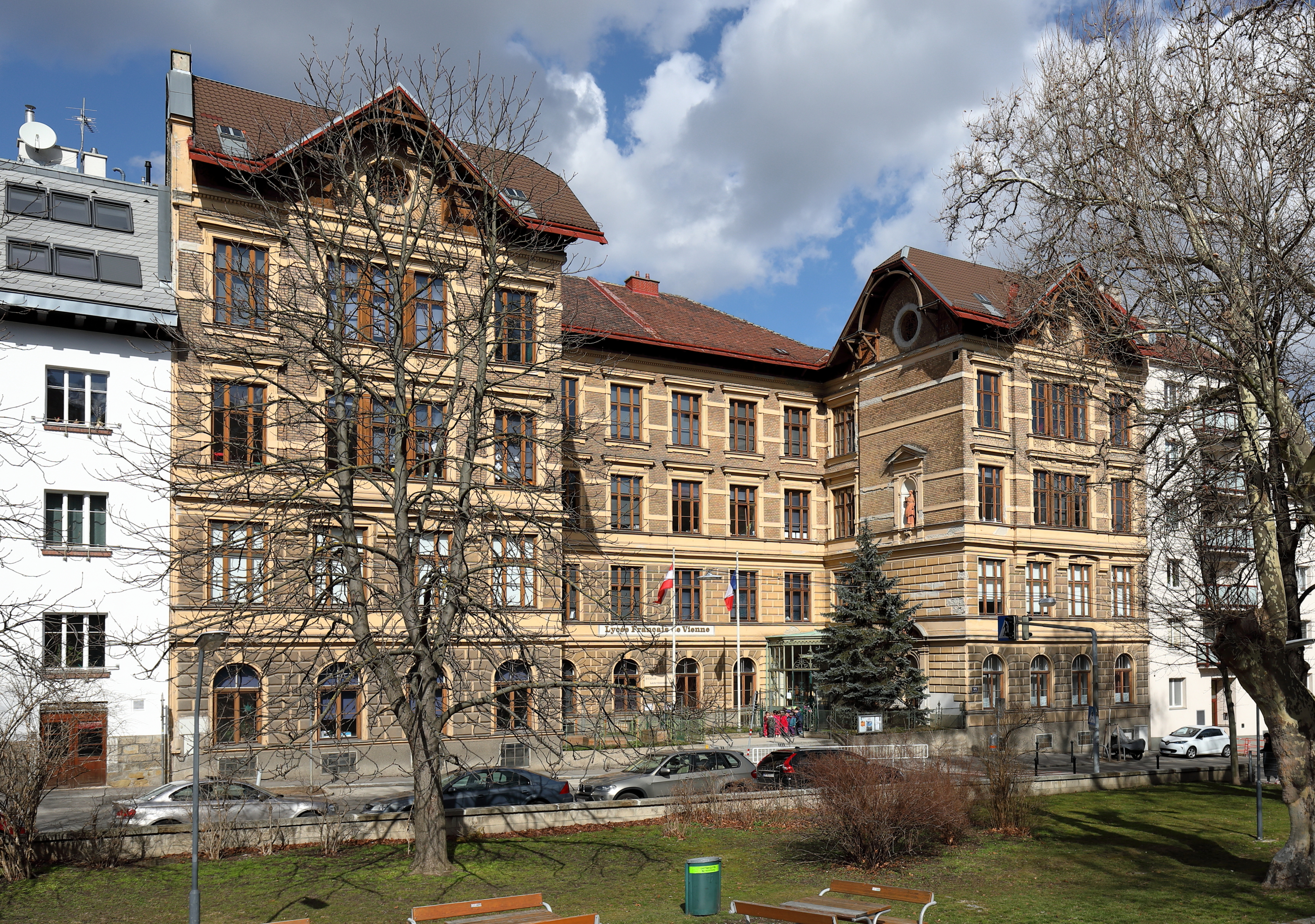
Le lycée français de Vienne (Grinzinger Straße 95).

Le lycée français de Vienne est un établissement d'enseignement français à l'étranger situé à Vienne, en Autriche. Il est situé dans le parc du Palais Clam-Gallas, ancien siège de l'Institut français de Vienne.

## Historique
Le lycée français de Vienne a été fondé par le général Béthouart, haut-commissaire de la République française en Autriche, en 1946.
Jusqu'en 1945, l'éducation française se limitait en Autriche au Sacré-Cœur, à Notre-Dame de Sion à Vienne ou aux Ursulines à Graz. Ces écoles avaient été fondées par des religieuses françaises ou comptant parmi leurs membres des religieuses françaises. Ces institutions ne suivent pas les programmes de l'Éducation nationale française : ce sont des établissements privés autrichiens.
La France et l'Autriche stipulent dans un accord culturel datant du 15 mars 1947 : « Le gouvernement français aura le droit de maintenir les établissements français qui existent ou pourraient être fondés à Vienne ou dans toute autre partie de l'Autriche. La jeunesse autrichienne y aura librement accès ».
Un autre établissement français a existé de 1945 à 1950 à proximité d'Innsbruck, le lycée français de Fulpmes, qui a développé un concept éducatif expérimental de type sport-études en milieu montagnard.
L'enseignement du lycée français est basé sur la laïcité, l'égalité des chances et le respect de chacun.

## Situation actuelle
Le lycée français de Vienne est un établissement en gestion directe de l'AEFE côté français et est considéré comme un établissement privé de droit public par l'administration autrichienne. Il est l'un des plus grands lycées français à l'étranger et compte environ 2 000 élèves, de la maternelle à la terminale et offre des classes préparatoires. Il est réparti sur deux sites dans Vienne. L'un est situé dans la Grinzingerstraße 95 dans le 19e arrondissement à Vienne et accueille des classes de petite, moyenne et grande section ainsi que quelques classes de CP et CE1. L'autre site dans la Liechtensteinstraße 37A dans le 9e arrondissement à Vienne, accueille des élèves de la CP à la terminale mais aussi les élèves de classe préparatoire.
Les frais de scolarité (dits « frais d'écolage ») s'élèvent à 6 312 € pour l'année 2015/16 pour les élèves du collège au lycée (Plus de 12000€ pour l'année 2024/2025). Les élèves dont les familles ne résident pas à Vienne peuvent être accueillis à l'internat du Thérésianum, dont les locaux se trouvent sur le même domaine que l'Académie diplomatique de Vienne. La proviseure actuelle (2024/2025)[Quand ?] du lycée français de Vienne est Magali Durand-Assouly, le proviseur-adjoint est Philippe Kinder.
Le lycée français de Vienne ouvre en septembre 2008 une classe préparatoire économique, en voie ECE, qui prépare aux concours d'entrée dans les Grandes Écoles de commerce, de gestion et de management. La CPGE est fermée à la rentrée 2021.
Le lycée français de Vienne regroupe plus de 80 nationalités. Le lycée accueille notamment en première et en terminale des lycéens venus de France dans le cadre du programme des bourses dites « de Londres » ouvert également dans cinq autres établissements français de l'étranger : Londres, Munich, Barcelone, Madrid et Dublin.

### Langues
Les langues dont l'enseignement est obligatoire :
- Le français : en tant que langue maternelle. Il s'agit de la langue dans laquelle tous les cours sont enseignés.
- L'allemand est enseigné à plusieurs niveaux et dès le CP. À la fin de leur scolarité tous les élèves ayant suivi les cours d'allemand langue maternelle ont la possibilité de passer la Matura (bac autrichien), en plus du baccalauréat français.
- L'anglais est enseigné dès le CM1. Les élèves sont divisés en plusieurs niveaux de langues selon leurs connaissances (intermediate, advanced, advanced plus). Au collège et Lycée, les élèves poursuivent l'enseignement de la langue dans ces mêmes groupes.

Langues optionnelles: (L'élève peut choisir une des trois langues. Si l'élève n'a pas fait de choix, il a des heures de libre.)
- Le latin : est enseigné dès la 5e.
- L'arabe : est enseigné dès la 4e.
- L'espagnol : est enseigné dès la 2de.

Le lycée organise aussi des cours de préparation pour le CEA (Cambridge Advanced English) et le DELE (Diploma de Español como Lengua Extranjera).

### Option Euro (section européenne)
L'anglais peut être approfondi au collège dans le cadre du cours d'anglais EURO (2 heures supplémentaires), et au lycée (section européenne) en histoire-géographie et mathématiques (les élèves ont la possibilité de suivre un cours d'histoire et de géographie, d'économie ou de mathématiques en anglais, deux heures supplémentaires par semaine).

### HGLM (Histoire et géographie en langue maternelle)
Les élèves de nationalité autrichienne doivent obligatoirement suivre un cours d'histoire et de géographie, qui est centré sur l'Autriche et enseigné en langue allemande.
Les autres élèves qui ont un niveau d'allemand suffisant, ont aussi la possibilité de suivre ce cours.

### BFI (Baccalauréat français International)
Le Baccalauréat français international est proposé au lycée français de Vienne depuis l'année scolaire 2023-2024. Les matières proposées sont:
- Approfondissement culturel et linguistique (ACL) en langue vivante B, ici l'anglais (parcours trilingue).
- Enseignement de connaissance du monde, dispensé en langue vivante A, ici l'allemand.
- Discipline non linguistique - histoire géographie, en langue vivante B, ici l'allemand.

## Activités extra-scolaires
Le lycée français de Vienne offre aux élèves la possibilité de suivre des ateliers qui se déroulent normalement le jeudi après-midi à partir de 16h30. Ceux-ci sont :
- Atelier arts plastiques
- Atelier MATh.en.JEANS, atelier qui permet aux lycéens de travailler en groupes sur différents sujets de mathématiques
- Atelier badminton
- Atelier théâtre en anglais
- Atelier théâtre en allemand
- Atelier théâtre en français
- Atelier modélisation des Nations unies (MUN), qui reproduit avec des élèves une session de l'ONU.
- Atelier éducation musicale
- Atelier grec philo

Certains de ces ateliers préparent à des options du baccalauréat (musique, théâtre en français, etc). Le lycée a également une équipe de rugby et de foot. D'autres projets permettent aussi à des élèves de s'investir dans la vie de l'établissement :

### Conseil de vie lycéenne
Au Conseil de vie lycéenne siègent dix représentants des élèves (qui sont élus au début de l'année par tous les élèves de l‘établissement et sont engagés jusqu'à la fin de leur cursus scolaire) ainsi que dix représentants des adultes (c'est-à-dire l'équipe administrative, des représentants des parents d'élèves et des représentants de l'équipe enseignante). Ce comité offre aux élèves la possibilité de traiter des sujets concernant la vie de l'établissement mais aussi de mener des projets. Dans le cadre d'une opération de soutien aux victimes du typhon qui a touché les Philippines en 2014, les élèves du CVL du lycée français de Vienne ont organisé une vente de pins pour récolter des dons.
Le CVL du lycée français de Vienne participe aussi régulièrement au CVL de la zone ZECO (Zone Europe centrale et orientale).

### Journal du lycée
Depuis 2009, un journal des élèves existe au lycée français de Vienne. De 2009 à 2013 il était nommé « A+ », mais s'appelle maintenant « L'Écho », repris par de nouveaux élèves, les anciens ayant passé leur bac. Il s'agit d'un journal financièrement indépendant qui est géré exclusivement par des élèves : rédaction des articles, mise en page, photos, organisation, etc. Le journal paraît en moyenne deux fois par an avec un tirage d'environ 300 à 500 exemplaires.

## La classe préparatoire
Le lycée français de Vienne a ouvert en septembre 2008 une classe préparatoire économique, en voie ECE, plus spécialement destinée aux étudiants tournés vers l'international. Elle prépare en deux ans aux concours d´entrée dans les Grandes Écoles de commerce, de gestion et de management et donne à l´issue de ces deux années de formation des équivalences en troisième année de sciences économiques à l'université. Cette classe préparatoire accepte des bacheliers ES et S.

### Classement des CPGE
Le classement national des classes préparatoires aux grandes écoles (CPGE) se fait en fonction du taux d'admission des élèves dans les grandes écoles. En 2015, L'Étudiant donnait les classements suivants pour les concours de 2014 :

#### Grandes écoles retenues: top 3
| Filière | Élèves admis dans une grande école* | Taux d'admission* | Taux moyen sur 5 ans | Classement national | Évolution sur un an |
| --- | ----------------------------------- | ----------------- | -------------------- | ------------------- | ------------------- |
| ECE | 0 / 19 élèves                       | 0 %               | 3 %                  | 105eex-æquo sur 105 | =                   |
| Source : Classement 2015 des prépas - L'Étudiant (Concours de 2014). * le taux d'admission dépend des grandes écoles retenues par l'étude. Ce sont HEC, ESSEC, et l'ESCP qui ont été retenues. |                                     |                   |                      |                     |                     |

#### Grandes écoles retenues: top 6
| Filière | Élèves admis dans une grande école* | Taux d'admission* | Taux moyen sur 5 ans | Classement national | Évolution sur un an |
| --- | ----------------------------------- | ----------------- | -------------------- | ------------------- | ------------------- |
| ECE | 6 / 19 élèves                       | 32 %              | 18 %                 | 16e sur 105         | 25                  |
| Source : Classement 2015 des prépas - L'Étudiant (Concours de 2014). * le taux d'admission dépend des grandes écoles retenues par l'étude. Ce sont EDHEC, EM Lyon, ENS Cachan, ESCP Europe, ESSEC et HEC qui ont été retenues. |                                     |                   |                      |                     |                     |

#### Grandes écoles retenues: top 11
| Filière | Élèves admis dans une grande école* | Taux d'admission* | Taux moyen sur 5 ans | Classement national | Évolution sur un an |
| --- | ----------------------------------- | ----------------- | -------------------- | ------------------- | ------------------- |
| ECE | 12 / 19 élèves                      | 63 %              | 43 %                 | 30e sur 105         | 3                   |
| Source : Classement 2015 des prépas - L'Étudiant (Concours de 2014). * le taux d'admission dépend des grandes écoles retenues par l'étude. Ce sont HEC, ESSEC, ESCP Europe, EM Lyon, Edhec, GEM, ENS Cachan, Audencia, Neoma, Toulouse Business School, Kedge qui ont été retenues. |                                     |                   |                      |                     |                     |

## Anciens élèves
- Johanna Arrouas, actrice[12]
- Ronald Barazon (de), journaliste
- Timna Brauer, chanteuse
- Guillaume de Fondaumière, producteur de jeux vidéo
- François Kersaudy, historien, professeur d'université et auteur
- Arabella Kiesbauer, présentatrice de télévision autrichienne
- Mijou Kovacs, actrice
- Christoph Matznetter (de), homme politique
- Julius Meinl VI, entrepreneur
- Claudia Messner (de), actrice
- Ariel Muzicant (de), ancien président du IKG Wien
- Michael Nikbakhsh (de), journaliste
- Jean-Baptiste Prévost, président de l'UNEF de 2007 à 2011
- Marjane Satrapi, auteure de bande dessinée
- Lisa Schettner, auteure-compositrice-interprète
- Ben Segenreich, journaliste
- Zoë Straub, chanteuse
- Toto Wolff, directeur de l'écurie de Formule 1  Mercedes-AMG Petronas F1 Team